# Bee Movie
Bee Movie - A História de uma Abelha (Brasil) ou A História de uma Abelha (Portugal), é um filme estadunidense de animação lançado em 2007 e dirigido por Steve Hickner e Simon J. Scomum.

## Sinopse
O filme conta a história de Barry B. Benson, uma abelha que acaba de se formar na faculdade e que foi iludido com a perspectiva de ter apenas uma escolha de carreira: fabricar mel. Um certo dia, Barry consegue sair da colméia onde as abelhas viviam no Central Park e sua vida é salva por uma mulher, Vanessa, florista de bom coração da cidade de Nova York. À medida que o relacionamento entre os dois floresce, Barry passa a observar o mundo dos humanos e não demora a descobrir que as pessoas consomem o mel que as abelhas batalham para fabricar. Armado com essa informação, Barry se dá conta de sua verdadeira vocação e decide processar a raça humana por roubar o mel das abelhas. Como resultado, homens e abelhas passam a se relacionar de forma diferente, uns acusando os outros, Barry se vê no meio da confusão e terá de resolver alguns problemas bem fora do comum.

## Vozes
| Personagem               | Voz original         | Dublador          |
| ------------------------ | -------------------- | ----------------- |
| Barry Benson             | Jerry Seinfeld       | Guilherme Briggs  |
| Vanessa Bloome           | Renée Zellweger      | Fernanda Baronne  |
| Adam Flayman             | Matthew Broderick    | Alexandre Moreno  |
| Martin Benson            | Barry Levinson       | Sérgio Stern      |
| Janet Benson             | Kathy Bates          | Márcia Morelli    |
| Ken                      | Patrick Warburton    | Mauro Ramos       |
| Zé Picada                | Chris Rock           | Claudio Galvan    |
| Layton T. Montgomery     | John Goodman         | Luiz Carlos Persy |
| Bee Larry King           | Larry King           | Maurício Berger   |
| Ray Liotta               | Ray Liotta           | Ricardo Schnetzer |
| Sting                    | Sting                | Hércules Franco   |
| Juíza Bumbleton          | Oprah Winfrey        | Emília Rey        |
| Melo                     | Larry Miller         | Waldyr Sant'anna  |
| Trudy                    | Megan Mullally       | Iara Riça         |
| Lou Lo Duca              | Rip Torn             | Júlio Chaves      |
| Jackson                  | Mario Joyner         | Gutemberg Barros  |
| Splitz                   | Tom Papa             | Philippe Maia     |
| Klauss Vanderhayden      | Tom Papa             | Dário de Castro   |
| Hector                   | David Moses Pimentel | Duda Espinoza     |
| Andy                     | Chuck Martin         | Marcelo Garcia    |
| Freddy                   | Conrad Vernon        | Eduardo Borgerth  |
| Buzz                     | David Herman         | Anderson Coutinho |
| Bob Zangão               | David Herman         | Márcio Simões     |
| Tio Carl                 | Jeff Altman          | Pietro Mário      |
| Sarah Shrimpkin          | Brian Hopkins        | Guilene Conte     |
| Jeanette Chung           | Tress MacNeille      | Mabel Cezar       |
| Meirinho                 | John DiMaggio        | Clécio Souto      |
| Locutor "Favo das Cinco" | Jim Cummings         | Carlos Alberto    |

## Recepção
Bee Movie teve recepção mista por parte da crítica especializada. Possui um índice de 51% de aprovação em base de 169 críticas no Rotten Tomatoes. No Metacritic, alcançou uma pontuação de 54% calculado de 34 avaliações.

## Curiosidades
- John Travolta é mencionado no filme.
- No início do filme, no intro de DreamWorks, Barry atrapalha o rapaz (que habitualmente vai à lua e usa uma cana de pesca) fazendo-o cair de volta ao chão.
- A ideia de um filme sobre abelhas surgiu durante um jantar entre Jerry Seinfeld e Steven Spielberg, que gostou do título proposto por Seinfeld, pois Bee Movie soava como B Movie (filme B).
- O nome do personagem, Barry B. Benson, foi uma homenagem de Jerry Seinfeld à série Benson de 1979, na qual ele teve seu primeiro papel na televisão estadunidense.
- O ator brasileiro Lázaro Ramos foi convidado para dublar o personagem Barry B. Benson na versão brasileira, mas ele teve que recusar, pois estava muito ocupado trabalhando na telenovela Duas Caras, da Rede Globo. Com isso, o dublador brasileiro Guilherme Briggs foi escalado para dublar Barry B. Benson na versão brasileira.
- Barry B. Benson foi um dos apresentadores do Oscar 2008.
- Em uma cena, aparece um urso semelhante ao Ursinho Pooh. Também aparece um porquinho igualzinho ao Leitão, porém usando uma camiseta azul.
- Na cena do tribunal, aparece um urso semelhante a Vincent, de Os Sem-Floresta.
- Zé Colméia e Urso Fozzie são mencionados no filme.
- "Melsalão" é uma paródia de Mensalão.
- No segundo dia do julgamento, o advogado que defendia a Indústria do Mel estava lendo o livro A Vida Secreta das Abelhas.
- O ex-baixista da banda The Police, Sting, aparece como um dos representantes da Indústria do Mel.
- O ator Ray Liotta aparece no filme na cena do julgamento sendo interrogado. Segundo consta em sua ficha, Barry diz que ele é diabolicamente bonitão, com um senso de humor prestes a explodir e estaria usando as abelhas e o mel delas para alavancar sua carreira como ator. Seu Emmy pela série ER (br: Plantão Médico) e o filme Os Bons Companheiros também são mencionados.
- Em um momento do longa, um dos funcionários do aeroporto diz que Berry e Vanessa estão pilotando um Jumbo,  na verdade a aeronave se assemelha ao modelo DC-8, da Douglas